# Silikonslang
Silikonslang används allmänt i sammanhang där man behöver en genomskinlig och flexibel slang. Exempelvis inom läkemedelsindustrin och forskningen är silikonslang allmänt använd. Den tillverkas genom att man extruderar platina- eller peroxidhärdad silikon i lämplig dimension. Man får därmed en slang som är så gott som immun mot påverkan av kemikalier. Genom att armera slangen kan man få en större hållfasthet och även använda undertryck i den. 